# 소 노보루
소 노보루(宗昇, 1931년 9월 5일 ~ 생사불명)는 일본의 시인이다. 옛 성은 스즈키(鈴木)이다.
와세다 대학 문학부 영문과를 졸업했으며 오타 구립 미조노 중학교 교사를 지냈다. 대마도 종가인 소 다케유키와 조선의 마지막 황녀 덕혜옹주 사이에서 태어난 외동딸 소 마사에와 결혼하여 데릴사위가 되었다. 1956년 마사에는 실종되어 자살한 것으로 보인다. 『타마후리』의 노래는 아내를 애도한 것으로, 키하라 코이치(木原孝一)의 해설이 붙어 있다. 1991년 구니자카이의 노래로 제24회 일본시인클럽상을 수상했다. 2007년 출간된 『기억의 미나와』에서 실종 후 약 반세기를 거쳐 산중에서 발견된 아내의 유품을 주제로 한 작품을 발표하고 있다.

## 작품
- 『타마후리의 노래』 시학사, 1963년
- 『구니자카이의 노래』 시학사, 1990년
- 『풍경송가』, 2001년
- 『기억의 미나와』, 2007년
- 『고개』, 2013년